# Saint-Vallier-de-Thiey
Saint-Vallier-de-Thiey (San Valerio in italiano desueto) è un comune francese di 3 357 abitanti situato nel dipartimento delle Alpi Marittime della regione della Provenza-Alpi-Costa Azzurra.

## Società

### Evoluzione demografica
Abitanti censiti